# مایکروسافت ویندوز
مایکروسافت ویندوز (به انگلیسی: Microsoft Windows) یک گروه از چند خانواده سیستم‌عامل گرافیکی است که همهٔ آن‌ها توسط شرکت مایکروسافت توسعه یافته، به بازار عرضه شده و به فروش می‌رسند. این سیستم‌عامل، نسخه‌های متعددی دارد که از سال ۱۹۸۵ تاکنون به بازار عرضه شده‌اند. خانواده‌های فعال ویندوز شامل ویندوز ان‌تی، ویندوز امبدد و ویندوز فون است. هریک از این خانواده‌ها ممکن‌است شامل چند زیرمجموعه باشد. (برای مثال: ویندوز سرور) خانواده‌های قدیمی ویندوز نیز شامل ویندوز 9x و ویندوز موبایل است. جدیدترین و گرافیکی‌ترین نسخهٔ ویندوز که در ۲۴ ژوئن ۲۰۲۱ به صورت رسمی منتشر شد، ویندوز ۱۱ می‌باشد. همچنین مایکروسافت اعلام کرده است که به احتمال زیاد، ویندوز ۱۲ در سال ۲۰۲۴ منتشر می‌شود.

## نسخه‌ها
1. ویندوز ۱٫۰ (۱۹۸۵): نخستین نسخه گرافیکی سیستم عامل ویندوز، رابط کاربری گرافیکی (GUI) را معرفی کرد و پایه و اساس نسخه‌های بعدی را بنا نهاد.
2. ویندوز ۲٫۰ (۱۹۸۷): بهبودهایی در رابط کاربری گرافیکی، پشتیبانی از حافظه گسترده و همپوشانی پنجره‌ها را به ارمغان آورد.
3. ویندوز ۳٫۰ (۱۹۹۰): با افزایش قابل توجه عملکرد، پشتیبانی از ۱۶ رنگ و برنامه مدیریت فایل بهبود یافته، تجربه کاربری را ارتقا داد.
4. ویندوز ۳٫۱ (۱۹۹۲): با فونت‌های TrueType برای نمایش بهتر متن، محبوبیت بیشتری پیدا کرد و به استانداردی برای رایانه‌های شخصی تبدیل شد.
5. ویندوز ۹۵ (۱۹۹۵): یک تغییر انقلابی با معرفی منوی استارت، نوار وظیفه و پشتیبانی بهتر از اینترنت، که ویندوز را به خانه‌ها و دفاتر بسیاری آورد.
6. ویندوز ۹۸ (۱۹۹۸): با بهبود پایداری و پشتیبانی از USB، تجربه کاربری را روان‌تر کرد و قابلیت‌های بیشتری را در اختیار کاربران قرار داد.
7. ویندوز ان تی ۴ (۱۹۹۶): نسخه‌ای قدرتمند برای کسب و کارها و سرورها با قابلیت اطمینان بالا و امنیت پیشرفته.
8. ویندوز ۲۰۰۰ (۲۰۰۰): با تمرکز بر پایداری و امنیت، برای استفاده حرفه‌ای و شبکه‌های سازمانی طراحی شد.
9. ویندوز ام ای (۲۰۰۰): نسخه‌ای خانگی با ویژگی‌های چندرسانه‌ای جدید، اما با مشکلاتی در پایداری مواجه شد.
10. ویندوز ایکس پی (۲۰۰۱): با رابط کاربری جدید و بهبودهای عملکردی قابل توجه، به یکی از محبوب‌ترین و پرکاربردترین نسخه‌های ویندوز تبدیل شد. نام آن مخفف کلمه eXPerience است.
11. ویندوز ویستا (۲۰۰۷): با رابط کاربری شیشه‌ای Aero و ویژگی‌های امنیتی جدید، جلوه‌های بصری را بهبود بخشید، اما با انتقاداتی در مورد عملکرد مواجه شد.
12. ویندوز ۷ (۲۰۰۹): بهبود قابل توجه در عملکرد و پایداری نسبت به ویستا، با رابط کاربری آشناتر و محبوبیت بالا در بین کاربران.
13. ویندوز ۸ (۲۰۱۲): با طراحی جدید مبتنی بر کاشی‌های زنده برای دستگاه‌های لمسی، تجربه‌ای متفاوت را ارائه داد، اما برخی کاربران را سردرگم کرد.[۵][۶]
14. ویندوز ۸٫۱ (۲۰۱۳): با بهبودهایی در رابط کاربری و بازگشت دکمه استارت، تلاش کرد تا برخی از کاستی‌های ویندوز ۸ را برطرف کند.
15. ویندوز ۱۰ (۲۰۱۵): آخرین نسخه اصلی ویندوز با به روزرسانی‌های مداوم، تلفیقی از ویژگی‌های سنتی و مدرن را ارائه می‌دهد و برای دستگاه‌های مختلف بهینه‌سازی شده است.
16. ویندوز سرور: مجموعه‌ای از نسخه‌های ویندوز مخصوص سرورها با ویژگی‌های پیشرفته برای مدیریت شبکه‌ها و ارائه خدمات.
17. ویندوز آرتی: نسخه‌ای از ویندوز برای پردازنده‌های ARM با مصرف انرژی کمتر و طراحی شده برای تبلت‌ها و دستگاه‌های قابل حمل.
18. ویندوز ۱۰ ایکس: نسخه‌ای از ویندوز برای دستگاه‌های دو صفحه‌نمایش که توسعه آن لغو شد.
19. ویندوز ۱۱ (۲۰۲۱): جدیدترین نسخه ویندوز با طراحی به‌روزتر، بهبودهای عملکردی و قابلیت‌های جدید برای افزایش بهره‌وری و تجربه کاربری.

## نحوهٔ پشتیبانی
مایکروسافت به مدت ده سال از محصولات خود پشتیبانی می‌کند؛ طی پنج سال اول محصولات خود را تحت پشتیبانی کامل قرار می‌دهد، سپس در پنج سال بعدی فقط پشتیبانی امنیتی را برای محصولات خود ارائه می‌کند. طول عمر مفید سیستم‌عامل‌های خانواده مایکروسافت ویندوز به‌طور تقریبی ده سال مدنظر گرفته می‌شود. ویندوز XP و ویندوز ۷ به ترتیب به مدت ۱۲ و ۱۱ سال به دریافت به‌روزرسانی‌ها ادامه دادند، در حالی که ویندوز ۱۰ با پایان پشتیبانی در اکتبر ۲۰۲۵، یک دهه از عمر آن می‌گذرد.